# Collyris mniszechi
Collyris mniszechi is een keversoort uit de familie van de loopkevers (Carabidae). De wetenschappelijke naam van de soort is voor het eerst geldig gepubliceerd in 1864 door Maximilien de Chaudoir.